# Хрустальное озеро (сериал)
Хрустальное озеро (англ. Crystal Lake) — американский сериал в жанре слэшера Брэда Калеба Кейна, основанный на франшизе «Пятница, 13-е». Это приквел к «оригинальному фильму».
В главных ролях Линда Карделлини, Захари Бренч, Уильям Кэтлетт, Девин Кесслер, Камерон Скоггинс, Гвендолин Сундстром.
Производством занимается A24, премьера состоится на Peacock.

## В ролях

### Главные роли
- Линда Карделлини — Памела Вурхиз, мать Джейсона
- Захари Бренч — взрослый Джейсон Вурхиз, сын Памелы
- Уильям Кэтлетт — Левон Брукс
- Девин Кесслер — Бриана Брукс
- Камерон Скоггинс — Дорф
- Гвендолин Сундстром — Грейс

### Второстепенные
- Каллум Винсон — юный Джейсон Вурхиз, сын Памелы
- Ник Кордилеоне — Ральф
- Джой Супрано — Рита
- Даниэль Котч — Клодетт
- Феникс Парневик — Барри[1]

## Производство

### Разработка
В октябре 2022 года было объявлено, что в разработке находится сериал франшизы «Пятница, 13-е» под названием «Хрустальное озеро» было объявлено, что в разработке A24 с Брайаном Фуллером в качестве шоураннера. Исполнительными продюсерами должны были быть Фуллер, Виктор Миллер, Марк Тоберофф и Роб Барсамян.
В следующем месяце Фуллер рассказал Fangoria, что у них есть полная творческая свобода в соответствии с правами на потоковое вещание. Далее он объяснил: «Как потоковый сериал, мы имеем право делать всё под зонтиком „Пятница, 13-е“. Права на фильм — совершенно другое дело. Они связаны New Line и супер, супер грязные и, вероятно, не будут распутаны в ближайшее время, но что касается нас, цыплят в телевизионной индустрии, э, у нас есть доступ ко всему, что „Пятница, 13-е“ сделала до этого момента». Один эпизод, сценарий к которому написан Фуллером, был описан как «часовая погоня» по замёрзшему Хрустальному озеру.
Написание сценария планировалось начать в конце января 2023 года, а Кевин Уильямсон должен был написать сценарий к эпизоду для первого сезона.. Производство было приостановлено в мае 2023 года из-за забастовки Гильдии сценаристов США. В мае 2024 года выяснилось, что Фуллер был уволен после того, как A24 решила взять сериал в другом направлении. Уильямсон также покинул проект. В какой-то момент производства Шарлиз Терон рассматривалась как роль матери Джейсона, Памелы Вурхиз. Съёмки должны были начаться в августе 2024 года, с бюджетом в 10 миллионов долларов за эпизод на сезон из восьми эпизодов. Винченцо Натали и Кимберли Пирс были назначены на режиссуру эпизодов.
Ник Антоска вёл переговоры о присоединении в качестве шоураннера. В августе 2024 года было объявлено, что Брэд Калеб Кейн будет выступать в качестве нового шоураннера сериала. Майкл Леннокс выступил режиссёром с первого по третий эпизоды, Селин Хелд и Логан Джордж — с четвёртого по шестой, а Куен Тран — седьмой и восьмой.

### Кастинг
В январе 2023 года сообщалось, что Эдриан Кинг была выбрана на второстепенную нераскрытую роль. Ранее она изображала Элис Харди в оригинальном фильме. В марте 2025 года Линда Карделлини была выбрана на роль Памелы Вурхиз.
В мае был объявлен кастинг для фоновых туристов и консультантов в Нью-Джерси. Позже в том же месяце [Уильям Кэтлетт был выбран на роль Левона Брукса. В июне 2025 года в главный актёрский состав были добавлены Девин Кесслер, Камерон Скоггинс и Гвендолин Сандстром. Каллум Винсон играет молодого Джейсона Вурхиза, сына Памелы.

### Съёмки
В апреле 2025 года Кейн опубликовал изображение сценария производства эпизода и сказал, что производственный офис сериала открылся. In May, interior sets were under construction.. Съёмки 20 июня 2025 года начались в Нью-Джерси. Сцены были сняты в Джерси-Сити и Западном Милфорде. Съёмки внутренних и внешних кадров в Rutt’s Hut в Клифтоне состоятся с 1 по 8 августа. Съёмки завершаться в октябре.

## Внешние ссылки
- «Хрустальное озеро» (англ.) на сайте Internet Movie Database